# شافيق باتامبوزي
شافيق باتامبوزي (بالإنجليزية: Shafik Batambuze)‏ (14 يونيو 1994 أوغندا - ) هو لاعب كرة قدم أوغندي، يلعب كلاعب وسط، شارك في كأس الأمم الأفريقية 2017.

## روابط خارجية
- شافيق باتامبوزي على موقع قاعدة بيانات كرة القدم.إي يو (الإنجليزية)
- شافيق باتامبوزي على موقع ناشيونال فوتبول تيمز (الإنجليزية)
- شافيق باتامبوزي على موقع Soccerway.com (الإنجليزية)